# Milići
Milići (in serbo Милићи) è un comune della Bosnia ed Erzegovina situato nella Repubblica Serba con 12.272 abitanti al censimento 2013.

## Località
Il comune è formato dall'insieme delle seguenti località:
Bačići, Bešići, Bijelo Polje, Bišina, Bukovica Donja, Bukovica Gornja, Buljevići, Derventa, Donje Vrsinje, Dubačko, Dubnica, Dukići, Đile, Đurđevići, Gerovi, Glušac, Golići, Gornje Vrsinje, Gunjaci, Jeremići, Kokanovići, Koprivno, Kostrača, Krajčinovići, Lukavica, Lukići, Maćesi, Milići, Mišići, Nova Kasaba, Nurići, Pavkovići, Podbirač, Podgora, Pomol, Rajići, Raševo, Raškovići, Ristijevići, Rovaši, Rupovo Brdo, Sebiočina, Skugrići, Supač, Štedra, Toljevići, Višnjica, Vitići, Vrtoče, Vukovići, Vukšići, Zabrđe, Zagrađe e Zaklopača.